# Louis Mbwôl-Mpasi
Louis Mbwôl-Mpasi (ur. 11 lutego 1931 w Ipamu) – duchowny rzymskokatolicki z Demokratycznej Republiki Konga, w latach 1997-2006 biskup Idiofa.

## Życiorys
Święcenia kapłańskie przyjął 26 stycznia 1962. 4 czerwca 1984 został prekonizowany biskupem pomocniczym Isangi ze stolicą tytularną Carcabia. Sakrę biskupią otrzymał 25 listopada 1984. 1 września 1988 objął urząd ordynariusza. 20 maja 1997 został mianowany biskupem Idiofa. 31 maja 2006 przeszedł na emeryturę.